# 10188 Yasuoyoneda
A 10188 Yasuoyoneda (ideiglenes jelöléssel 1996 JY) a Naprendszer kisbolygóövében található aszteroida. Robert H. McNaught és Ikari Jaszukazu fedezte fel 1996. május 14-én.